# Cirratulus fuscescens
Cirratulus fuscescens är en ringmaskart som beskrevs av Johnston 1825. Cirratulus fuscescens ingår i släktet Cirratulus och familjen Cirratulidae. Inga underarter finns listade i Catalogue of Life.